# Холокост в Белой Церкви
Холокост в Белой Церкви — массовое уничтожение еврейского населения города Белая Церковь во время Второй мировой войны. Осуществлялся немецким оккупационным режимом и его украинскими пособниками. Одним из известных эпизодов этой трагедии является расстрел детей в августе 1941 года.

## Уничтожение взрослого населения
В августе 1941 года генерал Вальтер фон Рейхенау, командующий 6-й армией нацистской Германии, приказал своим людям помочь айнзацгруппам и местным коллаборационистам с уничтожением евреев Белой Церкви. В течение следующих дней было расстреляно большинство взрослого еврейского населения города. Их детей, в возрасте от 0 до 7 лет, заперли в подвале ожидать окончательного решения.

## Расстрел детей
К этому времени уже были произведены первые массовые расстрелы взрослого еврейского населения. Группу детей, в возрасте от 0 до 7 лет, числом от 90 чел., собрали вместе и поместили в подвале. Предположительно, это было здание, в котором размещалась немецкая комендатура, ныне там находится магазин «Каштан» по ул. Ярослава Мудрого. Зафиксированы жалобы нескольких солдат вермахта, расквартированных поблизости. Солдаты жаловались своим капелланам на продолжительный крик детей. Нечеловеческие условия содержания детей возмутили немецких капелланов, и они включились в дело. Капелланы ходатайствовали перед офицерами вермахта о скорейшем решении данного вопроса.

## Поступок капелланов
Два капеллана, прикрепленные к 295-й стрелковой дивизии, католический священник Эрнст Тевес и лютеранский пастор Герхард Вильчек, пришли на место. Они были возмущены состоянием детей: они были перепуганны и голодны. Капелланы просили командующего армией освободить детей, но он отказал. Тевес позже говорил, что он «оказался убежденным антисемитом». Двумя другими капелланами из 295-й дивизии был зарегистрирован ряд писем протеста с просьбой о том, чтобы детей пощадили. Их направили к немецким властям . Они добились от штабного офицера — подполковника Гельмута Гроскурта — отсрочки планируемого расстрела детей. В прифронтовых районах айнзацгруппы находились под командованием армии, поэтому их командиры были вынуждены подчиниться приказу Гроскурта об отсрочке расстрела. 
Но в конце концов вмешался сам Рейхенау, который приказал казнить детей.

Получив письмо протеста от капелланов, Рейхенау писал им в ответ: 
Вывод доклада, о котором идет речь, содержит следующее предложение: «В случае, о котором идет речь, были приняты меры в отношении женщин и детей, которые ничем не отличаются от зверств, осуществляемых противником, о которых постоянно информируются наши войска». Я должен описать эту оценку как неправильную, неприемлемую и крайне дерзкую. К тому же, этот комментарий был написан в открытом обращении, которое прошло через многие руки. Было бы гораздо лучше, если бы доклад не был публичным.
Тевес позже вспоминал: «Все те, кого мы хотели спасти, были расстреляны. По нашей инициативе это произошло только на несколько дней позже, чем планировалось».

Один эсэсовец, который видел последующие убийства 21 августа 1941 года, описал их следующим образом:
Я пошел в лесополосу в одиночку. Солдаты уже вырыли ямы. Дети были вместе в тракторе. Я не имел ничего общего с этой технической процедурой. Украинцы стояли вокруг и дрожали. Детей сняли с трактора. Их выстроили вдоль верхней части ямы и расстреливали так, чтобы они падали в нее. Украинцы не целились в какую-либо конкретную часть тела. Они упали в могилу. Стенания была неописуемы. Я никогда не забуду эту сцену, на протяжении всей моей жизни. Я считаю, что такое очень трудно выдержать. Я особенно помню маленькую светловолосую девушку, которая взяла меня за руку. Она тоже был расстреляна позже … Могила была вблизи лесополосы. Это было не рядом с оружейной площадкой. Исполнение происходило во второй половине дня, примерно в 3:30 или 4:00. Это произошло на следующий день после обсуждения у капитан-лейтенанта … Во многих детей попали четыре или пять раз, прежде чем они умерли.

## Место события в истории Холокоста
События вокруг Белой Церкви были уникальны тем, что это был единственный случай во время войны, когда капелланы Вермахта попытались предотвратить убийства айнзацгрупп. Американский историк Дорис Берген писал, что все четыре священника знали о массовых убийствах взрослых евреев, но выразили свой протест только тогда, когда узнали, что расстреляны будут дети. Он также отметил «ужасную иронию» того, что этот протест, вопреки воле его инициаторов, не только не привёл к спасению детских жизней, но ещё больше укрепил политику геноцида. Солдаты, обеспокоенные плачем детей, ожидающих своего часа, чувствовали, что «разобрались» с этим вопросом, «сделав что-то», а именно обратившись к Тевесу и Вильчеку, тем самым сняв с себя дальнейшую ответственность за произошедшее.